# صدف (مجله)
مجلهٔ صدف نشریه‌ای فرهنگی ادبی بود که از مهر ۱۳۳۶ تا اسفند ۱۳۳۷ در تهران منتشر می‌شد. مدیریت این نشریه را احمد عظیمی زواره‌ای بر عهده داشت. این نشریه را می‌توان خلف دوره نخست و سلف دوره دوم نشریهٔ انتقاد کتاب دانست، زیرا انتقاد کتاب، صفحاتی از صدف را در برمی‌گرفت.